# Murina silvatica
Murina silvatica é uma espécie de morcego da família Vespertilionidae. Apenas pode ser encontrada no seguinte país: Japão. Alguns pesquisadores o consideram sinônimo de Murina ussuriensis.